# Пальмира, царица персидская
«Пальмира, царица персидская» (итал. Palmira, regina di Persia) — опера в двух действиях композитора Антонио Сальери, написанная на либретто Джованни де Гамерра по философской повести Вольтера «Царевна Вавилонская». Премьера оперы состоялась в Kärntnertortheater в Вене 14 октября 1795 года.

## Действующие лица
| Роль                        | Голос   | Премьера, 9 декабря 1789 г. (Дирижёр: —) |
| --------------------------- | ------- | ---------------------------------------- |
| Дарий, царь Персии          | бас     | Иоганн Фогель                            |
| Пальмира, его дочь          | сопрано | Марианна Сесси                           |
| Альсидоро, индийский царь   | тенор   | Доменико Момбелли                        |
| Оронте, скифский царь       | бас     | Игнац Заал                               |
| Альдерано, египетский царь  | бас     | Карло Андризани                          |
| Росмино, персидский генерал | тенор   | Гаэтано Лотти                            |
| Верховный жрец              | бас     | Феличе Андризани                         |

## Сюжет
Персию опустошает чудовище. Верховный жрец возвещает, что победить монстра суждено одному из претендентов на руку персидской царевны Пальмиры. В отличие от трусливого египетского царя и хвастливого скифского отважный индийский царь Альсидоро торжествует победу и получает в награду руку любящей его Пальмиры.

## Постановки
Премьера оперы состоялась в венском Kärntnertortheater 14 октября 1795 года, при этом спектакль был весьма зрелищным благодаря появлению на сцене большого количества экзотических персонажей. В Вене «Пальмира» была исполнена 39 раз до 1798 года.
Уже в 1796 году состоялась премьера оперы в России (в петербургском Эрмитажном театре). В 1797 году в немецком Франкфурте-на-Майне оперу увидел И. В. Гёте, давший ей положительную оценку и позднее способствовавший её постановке в Веймаре.

## Музыка
Музыковед Л. В. Кириллина проводит параллели между музыкой оперы Сальери и более поздними «Семирамидой» Дж. Россини и «Набукко» Дж. Верди: «та же почти избыточная щедрость, та же фресковая яркость контрастов, то же стремление если и не взволновать, то властно захватить массового слушателя и кое-чем порадовать знатоков». Кроме того, заметно стремление композитора «к сквозному развитию даже в рамках замкнутых репризных форм», которые характерны для итальянской оперы-сериа. Из номеров музыковед выделяет терцет Пальмиры и двух ее придворных дам из I акта и мужской квартет «Silencio facciasi» («Пусть настанет тишина») из II акта, исполняемый a capella.
Интересно, что во вступительном хоре оперы Сальери процитировал Марсельезу, незадолго до этого ставшую официальным гимном революционной Франции.
«Пальмира» считается наиболее успешной оперой среди позднего творчества Сальери

## Записи
Две арии из оперы вошли в альбом сопрано Чечилии Бартоли The Salieri Album, выпущенный в 2003 году.